# Integralismo brasileiro
Integralismo brasileiro é uma ideologia política de extrema-direita de caráter nacionalista e fascista, desenvolvida pelo escritor brasileiro Plínio Salgado no início da década de 1930 e que se agregou, a princípio, na Sociedade de Estudos Políticos, e, a partir da publicação do Manifesto de Outubro de 1932, na Ação Integralista Brasileira (AIB).
Em seus quase cem anos de história, o integralismo atravessou diversas fases e ciclos, refletindo as transformações políticas, sociais e culturais do Brasil. Fundado em 1932 por Plínio Salgado, o movimento inspirou-se nas ideologias fascistas da Europa, adaptando-as ao contexto brasileiro. Durante a década de 1930, o integralismo ganhou considerável influência, alcançando seu auge em 1937.
O movimento adotava como símbolo a letra grega sigma (Σ), em uma bandeira de fundo azul, e defendia pautas como o nacionalismo, o patriotismo, o espiritualismo, a democracia orgânica corporativista e da civilização cristã.

## História
O integralismo tem sido representado por sucessivas agremiações desde 1932 e tem tido papel predominante em vários episódios da História brasileira, como no Golpe de 1937 e no Golpe de Estado no Brasil em 1964. Surgiu com a Ação Integralista Brasileira. Após o Estado Novo, seus membros se reagruparam no Partido de Representação Popular, posteriormente fechado pelo Ato Institucional n.º 2. Os remanescentes em geral uniram-se à Aliança Renovadora Nacional. A partir da década de 1970, houve inúmeros esforços na tentativa de recriar o movimento integralista brasileiro, como a Casa de Plínio Salgado (CPS), o Partido de Reedificação da Ordem Nacional (PRONA) e a Frente Integralista Brasileira (FIB), que representa a principal unidade do movimento integralista no Brasil.

Há ampla discussão sobre as proximidades do integralismo com o fascismo de Benito Mussolini. Embora tenha se distanciado em suas versões mais tardias, o movimento de Salgado surgiu com influências da contraparte italiana. Ademais, em seu início o integralismo recebeu financiamento do fascismo italiano.

Bandeira da Frente Integralista Brasileira.

### Batalha da Praça da Sé

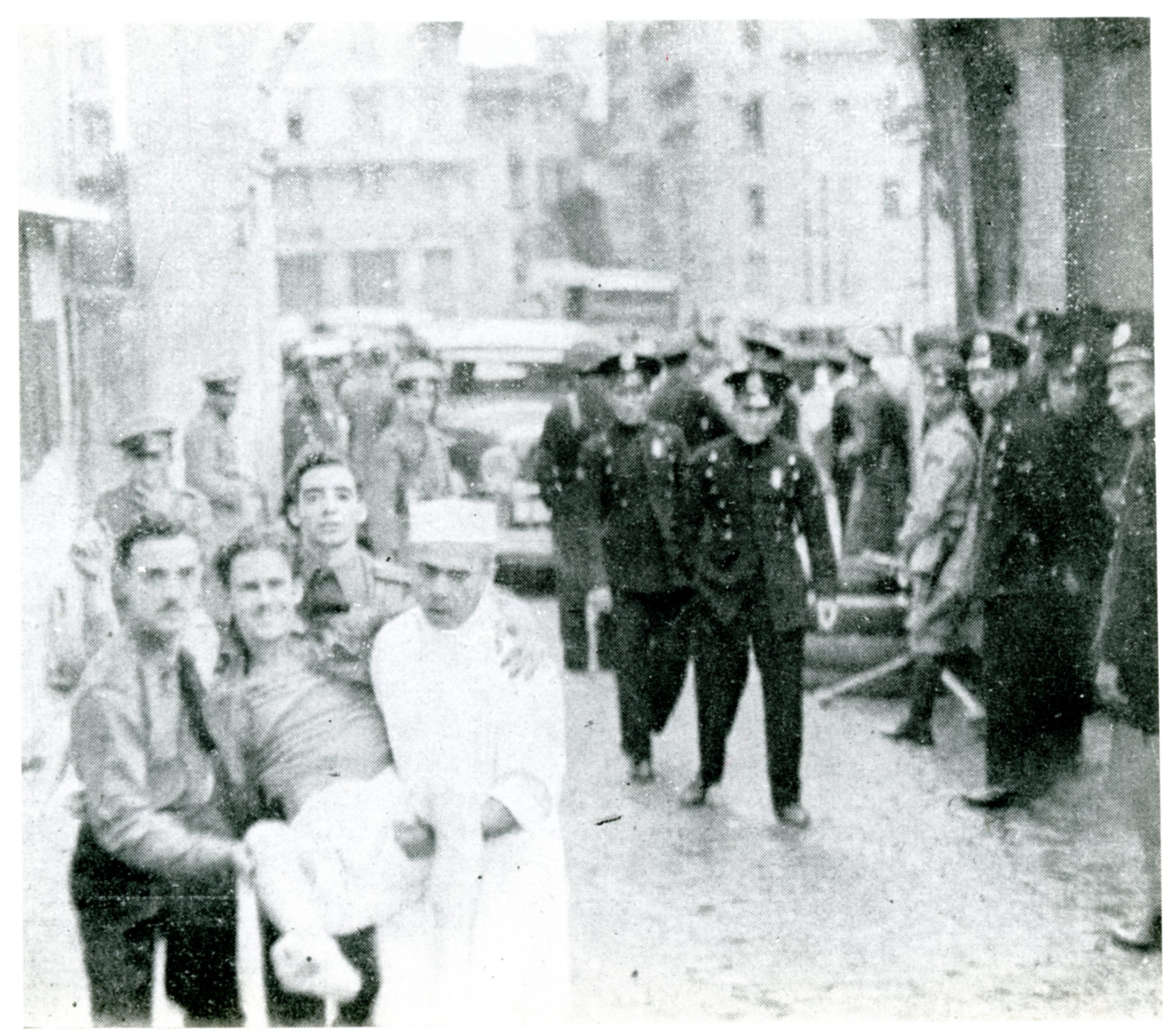
Integralistas carregam companheiro ferido durante a Batalha da Praça da Sé, em 1934

A Batalha da Praça da Sé foi um conflito entre antifascistas e integralistas no centro da cidade de São Paulo no dia 7 de outubro de 1934. A Ação Integralista Brasileira (AIB) havia marcado para aquele dia um comício em comemoração aos dois anos do Manifesto Integralista, e, tão logo souberam dessa intenção, os antifascistas da capital paulista se organizaram para impedir a realização do evento
Alguns enfrentamentos menores ocorrem, ainda nesse momento sem muita gravidade. Os integralistas tomam as escadarias da Catedral da Sé, quando repentinamente uma rajada de metralhadora se faz sentir. Até hoje não se sabe quem disparou, mas um dos tiros atinge Mario Pedrosa, que consegue ser retirado da batalha por Fúlvio Abramo. Tomba morto o jovem comunista Décio de Oliveira. A partir de então, os distintos grupos que estavam espalhados pela região entram em enfrentamento direto com os integralistas. Ainda que sem uma direção centralizada, todas as forças da esquerda paulista participaram do conflito em especial a Frente Única Antifascista (FUA), que resultou em sete mortos — sendo eles um estudante antifascista, três integralistas, dois agentes policiais e um guarda civil — e cerca de trinta feridos. Para as esquerdas, esse evento tornou-se um símbolo da luta antifascista e contra os elementos reacionários da política nacional.
A Batalha da Praça da Sé é considerada um dos episódios mais violentos da história política do Brasil. O evento ocorreu em um momento de grande efervescência política no país, com a ascensão do fascismo na Europa e a crescente influência do comunismo no Brasil. O confronto entre integralistas e socialistas refletiu a polarização política que marcou o período.

#### Repercussão
Ao final do dia, de acordo com o relato de Fúlvio se podiam ver as camisas verde dos integralistas espalhadas pela Praça da Sé. Plínio Salgado, que não saiu da sede da Ação Integralista, recebe a notícia da debandada. A força pública teve um saldo de seis agentes mortos e vários feridos. Quanto aos integralistas não se tem o número preciso. O grosso do contingente integralista saiu em disparada da praça abandonando seus uniformes verdes por vários pontos da cidade, daí o nome “A Revoada dos Galinhas Verdes”.
Uma testemunha da época assim descreveu a cena: “Despiam as camisas mesmo correndo. Naquela capital do inferno em que se transformara a Praça da Sé, desabusada e corajosamente, rindo, um antifascista, Vitalino, carroceiro, dono de um ferro-velho, divertia-se, ajudando-os a despi-las. Tempos depois, vangloriava-se de possuir, como recordação, em sua casa, mais de uma dúzia delas, guardadas como troféus de um momento histórico”. Diante desta fuga desorganizada, o humorista comunista Barão de Itararé ironizou: “Um integralista não corre, voa”. Levando a criação de uma marchinha Galinha Verde, de autoria de José Gonçalves e André Gargalhada, e interpretada pela cantora Marilu.

## Princípios
Para a constituição do Manifesto de Outubro, Plínio Salgado redigiu e apresentou nove princípios básicos norteadores da doutrina a ser formada na Sociedade de Estudos Políticos:
- "Somos pela unidade da Nação.
- Somos pela expressão de todas as suas forças produtoras no Estado.
- Somos pela implantação do princípio da autoridade, desde que ele traduza forças reais e diretas dos agentes da produção material, intelectual e da expressão moral do nosso povo.
- Somos pela consulta das tradições históricas e das circunstâncias geográficas, climatéricas e econômicas que distinguem nosso País.
- Somos por um programa de coordenação de todas as classes produtoras.
- Somos por um ideal de justiça humana, que realize o máximo de aproveitamento dos meios de produção, em benefício de todos, sem atentar contra o princípio da propriedade, ferido tanto pelo socialismo, como pelo democratismo, nas expressões que aquele dá à coletividade e este ao indivíduo.
- Somos contrários a toda tirania exercida pelo Estado contra o Indivíduo e as suas projeções morais; somos contra a tirania dos Indivíduos contra a ação do Estado e os superiores interesses da Nação.
- Somos contrários a todas as doutrinas que pretendem criar privilégios de raças, de classes, de indivíduos, grupos financeiros ou partidários, mantenedores de oligarquias econômicas ou políticas.
- Somos pela afirmação do pensamento político brasileiro baseado nas realidades da terra, nas circunstâncias do mundo contemporâneo, nas superiores finalidades do Homem e no aproveitamento das conquistas científicas e técnicas do nosso século."[8]

## Filosofia

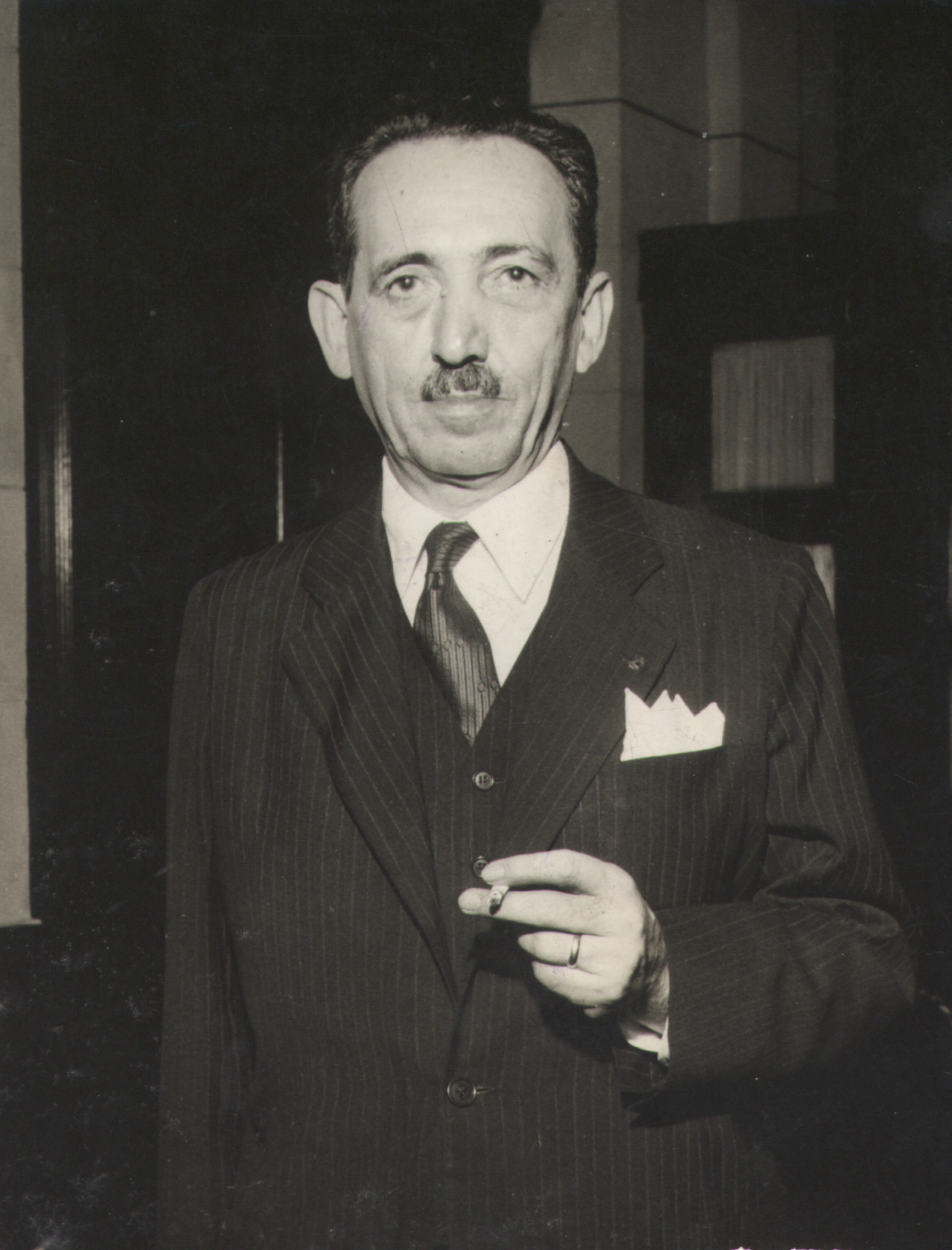
Plínio Salgado, político, escritor, jornalista e teólogo, fundou o movimento integralista e foi nomeado Chefe Perpétuo da Revolução Integralista pelo Congresso de Vitória da Ação Integralista Brasileira em 1934. É a principal figura do movimento. Nesta foto, Plínio aos 64 anos, em seu primeiro ano no Parlamento, em 1959

Na definição da Enciclopédia do Integralismo, o integralismo “é uma filosofia e um método”, e se define na ”doutrina que correlaciona os fenômenos e procura deduzir as soluções particulares da solução geral do problema nacional e humano”. Adotando uma concepção global da fenomenologia socioeconômico-política, nas palavras de Plínio Salgado, a doutrina integralista compreende o Universo e o Homem de maneira global no conjunto dos fenômenos que lhes são inerentes e consequentes. Assim, o integralismo coloca-se como "a harmonia de todas as formas e movimentos", "do que é autônomo e do que é determinado". Essa concepção total do Universo principia na consideração de Deus como a "Eterna Verdade".
Por tudo isso, para Plínio Salgado, de acordo com a criteriologia administrativa totalista (ou integralista), "não será possível encontrar solução isolada para problemas isolados, pois todas as questões, que particularmente se oferecem à nossa consideração, vinculam-se às outras, do mesmo modo como, em nosso corpo, os órgãos e funções se correlacionam, em inevitável interdependência". A partir disso, convencionou-se a reproduzir: "Ou resolvemos todos [os problemas], segundo as suas correlações, as suas recíprocas interferências, as suas implicações, uns sobre os outros, ou não resolvemos nenhum".
A partir disso, Plínio Salgado desenvolve a teoria do "homem integral", fundamento de todo o seu pensamento político. O homem integral é a união consubstanciada de corpo e alma, cujo comportamento é a resultante de tríplice matriz, apresentando-se como ser cívico, econômico e espiritual. Repudiando o conceito puro de "indivíduo", puramente distintivo, o integralismo vê o homem enquanto "pessoa", ou seja, ser "consciente, volitivo e independente". O homem possui um poder relativo de criação e de interferência, subordinado ao mundo e à sua eterna regência, Com efeito, assim definia Plínio Salgado sobre o Homem nas Conversações Católicas Internacionais de San Sebastian, em 1948: "O Homem é um ser feito à imagem e semelhança de Deus, seu Criador, possuindo uma alma espiritual e imortal, dotada de inteligência e de vontade livre. Ele deve encontrar na sociedade civil os meios de cumprir seus deveres e de exercer seus direitos correlativos, conforme as finalidades da sua natureza e sua vocação divina".
Plínio Salgado opõe as cosmovisões espiritualista e materialista, sendo que esta última considera a vida humana como um fenômeno puramente terreno.

## Nacionalismo

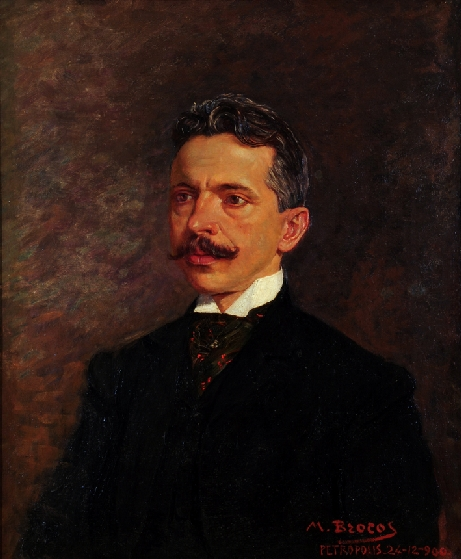
Alberto Torres foi um político e pensador brasileiro que atuou entre os séculos XIX e XX. Seus dois principais livros, "O problema nacional brasileiro" e "A Organização Nacional", ambos de 1914, foram fundamentais para a elaboração do nacionalismo integralista

Enquanto concebe a Nação como um dos grupos naturais, o integralismo adota, como é trivial, uma posição nacionalista. Conforme destaca o Manual do Integralista, a Nação, dentro do conceito Integralista, é "uma grande sociedade de famílias, vivendo em determinado território, sob o mesmo governo, sob a impressão das mesmas tradições históricas e com as mesmas aspirações e finalidades".
Plínio Salgado define o nacionalismo nas seguintes palavras: "Nacionalismo é compreensão íntima do meio social e do meio cósmico. Nacionalismo é a visão total do país e é, ao mesmo tempo, a consciência particular de cada caráter e de cada tendência, de cada modo de ver, sentir, estar, resolver, aspirar, trabalhar e viver dos indivíduos isoladamente e das populações agremiadas sob o império de uma forma de atividade econômica, uma circunstância geográfica e uma feição moral". Segundo ele, em outro momento, nacionalismo é "a manutenção da integridade da Pátria".
A Doutrina Integralista rejeita agressivamente o cosmopolitismo, que entende como costumes antinacionais enraizados numa civilização burguesa instalada no Brasil. Conforme escrito no documento fundador da Ação Integralista Brasileira, o Manifesto de Outubro, em seu capítulo "O nosso nacionalismo": "O cosmopolitismo, isto é, a influência estrangeira, é um mal de morte para o nosso Nacionalismo. Combatê-lo é o nosso dever. E isso não quer dizer má vontade para com as Nações amigas, para com os filhos de outros países, que aqui também trabalham objetivando o engrandecimento da Nação Brasileira e cujos descendentes estão integrados em nossa própria vida de povo. Referimo-nos aos costumes, que estão enraizados, principalmente em nossa burguesia, embevecida por essa civilização que esta periclitando na Europa e nos Estados Unidos. [...] O nacionalismo para nós não é apenas o culto da Bandeira e do Hino Nacional; é a profunda consciência das nossas necessidades, do caráter, das tendências, das aspirações da Pátria e do valor de um povo. Essa é uma grande campanha que vamos empreender".
Nos termos de Gustavo Barroso, o integralismo almeja o Brasil-Integral, onde o Estado e a Nação se confundam num todo indissolúvel. Para ele, a Nação e o Estado devem se integrar, confundindo-se na mesma identidade e para os mesmos fins. Uma vez que o Estado se identifique com a alma de uma Nação, este teria o direito e a autoridade para intervir no campo econômico, social, político e financeiro, "recompondo equilíbrios, sempre que alguns elementos da sociedade se hipertrofiem em detrimento de outros". Nisso se fundamenta a estruturação do Estado Corporativo, que se propõe servir como a síntese entre o Estado e a Nação. O nacionalismo integralista, portanto, assenta a soberania na Nação, opondo-se a quaisquer círculos que sobreponham a autoridade central.
O integralismo coloca a renúncia dos interesses individuais em favor dos interesses nacionais como um princípio para edificar "a grandeza da Pátria Brasileira". No Manual do Integralista, justifica-se que "se a Nação não for bastante forte, também a própria integridade do Indivíduo não estará garantida, de sorte que o Indivíduo, submetendo-se aos supremos interesses nacionais, não faz mais do que defender sua própria intangibilidade". Como escreve Plínio Salgado, "não existe nenhum interesse que supere os interesses da Nação. Nem os interesses municipais, nem os interesses estaduais, nem os interesses das classes, nem os interesses dos indivíduos. Acima de tudo, a Nação. Pois é em razão dela que subsistem intangíveis, na sua aspiração, na sua evolução natural para a realidade prática, os princípios integrais em que se fundamentam todos os interesses de indivíduos, de classes, de municípios e de Estados". Segundo Gustavo Barroso, nacionalismo é "justo predomínio dos interesses nacionais".

### Universalismo
Em uma série de artigos publicada no jornal A Razão no começo da década de 1930, Plínio Salgado descrevia como as nações à época se fechavam em si mesmas, restaurando sua autoridade interna, rumo a permitir a realização de um futuro "internacionalismo ético". Em outro artigo, o autor buscava soluções para "impor um ritmo de relações entre os países, de sorte que possam todos prosperar, trocando o excesso de suas produções pelo excesso de produções de mercadorias provenientes de outros climas", através de um "critério universal". Esse problema se apresentava dentro da ideia exprimida por ele de que "a solução dos problemas de cada nação depende diretamente da solução do problema único de todas as nações". No período, ele batia-se com especial vigor pela união de todas as nações sul-americanas, chegando mesmo a defender que "é preferível que desapareçam com honra todas as nações sul-americanas do que continuarmos a viver classificados como países semicoloniais".

A integração sul-americana é uma bandeira histórica do integralismo. Na imagem, o Mercosul, bloco regional visto pela Frente Integralista Brasileira como "um projeto de Estado que, embora a passos lentos, pode prestar uma grande contribuição ao fortalecimento e à integração saudável da região"

No manifesto-programa da eleição de Plínio Salgado em 1938, publicado a 1936, declara-se uma busca pela "objetivação de uma unidade moral, cultural, política e econômica na América do Sul; a completa independência do Continente Sul-Americano das influências de estranhos; a uniformidade de ação, a solidariedade completa na solução dos problemas comuns às nacionalidades do Novo Mundo, desde os de ordem econômico-financeira aos culturais". Em seguida, diz: "O Integralismo não compreenderá senão como uma vil humilhação para os povos do Continente a mais leve interferência de nacionalidades a ele estranhas na solução de litígios, sejam eles quais forem, entre os países livres da América do Sul. Executar uma política firme, que, gradualmente, extinguindo desconfianças recíprocas, consolide a amizade entre as Nações Latinas do Novo Mundo, marche, com segurança, para a realização de uma grande unidade continental, é um dos grandes propósitos do Integralismo. Pois o Integralismo não deseja apenas a libertação do Brasil, mas de todos os seus irmãos deste hemisfério". Proclama, ainda, que "já é tempo de se pensar na extinção das barreiras alfandegárias entre as Nações sul-americanas, na criação de um Instituto econômico e político, permanente, em que se representarão todos os governos dessas Nações, estabelecendo as bases de uma consciência jurídica própria, de um critério econômico-financeiro uniforme, de uma política homogênea, sem hiatos, sem tergiversações, de uma cultura expressiva das forças profundas da América Latina". A esse respeito, Plínio declarava que a diversidade das produções básicas nos países da América do Sul deve ser razão de entendimentos pacíficos, de acordo com os interesses coletivos de todas as Nações continentais, em uma verdadeira "União das Américas".
Em sua carta para as Conversações Católicas de San Sebastian sobre a Declaração dos Direitos e Deveres do Homem da Organização das Nações Unidas, publicada em 1948 sob o título Direitos e Deveres do Homem, Plínio Salgado redige uma seção denominada "Direito do Homem e Condições Internacionais", na qual dedica quatro capítulos e uma introdução ao postulado de que "a propriedade nacional tem também uma função social com referência a todos os povos". No primeiro desses capítulos, ele discorre sobre o problema da imigração. No segundo capítulo, Plínio Salgado demonstra sua idealização de que o ferro e os combustíveis sejam distribuídos para todos os povos, "mediante intercâmbio harmonioso e fraternal das nações entre si", chegando mesmo a dizer que "as riquezas da terra pertencem a toda a Humanidade". No terceiro desses capítulos, ele advoga um "convênio internacional" para "regular de forma humana e cristã o comércio dos povos". No quarto desses capítulos, Plínio se bate por um entendimento internacional que possa equacionar de certa forma a taxa cambial entre diferentes países.
O Manifesto da Guanabara, pronunciado em 2009 pela Frente Integralista Brasileira no Rio de Janeiro, declara que o integralismo deve construir um nacionalismo tendente ao universalismo e propõe que as relações internacionais como um todo restaurem um universalismo personalista semelhante ao expresso na Idade Média. Declara, ainda: "É ao Estado Integral que cumprirá a defesa da Soberania Nacional e a missão de restaurar a grandeza de nossa Nação e de fomentar o seu prestígio no exterior, fazendo com que ela se torne uma Nação efetivamente respeitada no coro das grandes nações, assumindo o papel de liderança que lhe cabe não só na América do Sul, mas também em toda a dita América Latina, no Mundo Lusófono e Hispânico, em todo o Hemisfério Meridional e mesmo em todo o Orbe Terrestre".

## Política

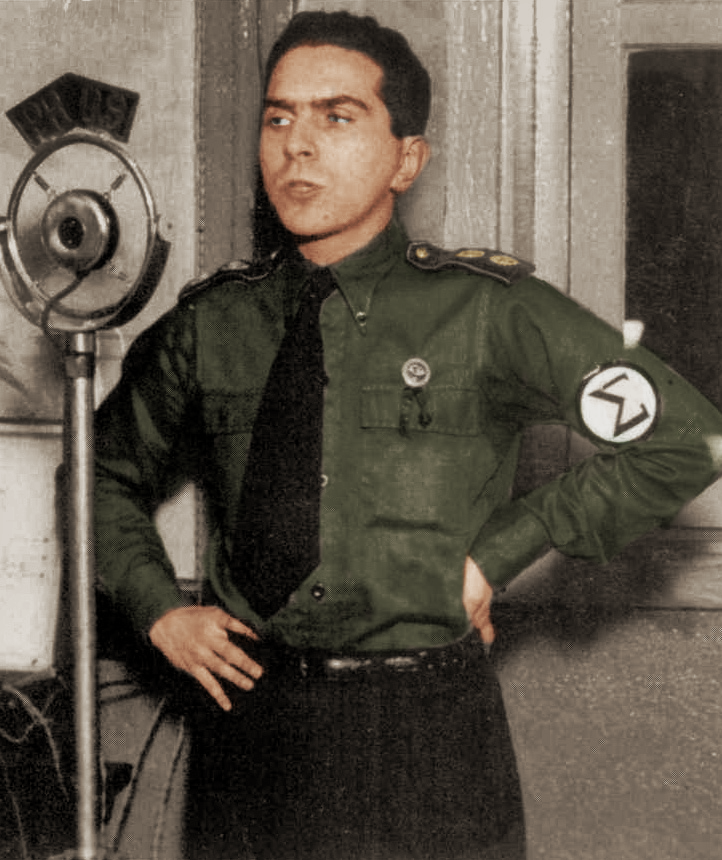
Miguel Reale, secretário de doutrina da Ação Integralista Brasileira. Sua vida e obra destaca-se, particularmente, pela Teoria Tridimensional do Direito (1940), pela criação da Emenda Constitucional nº 1 que consolidou o regime militar no Brasil e por sua atuação na difusão da filosofia no Brasil, tendo sido um dos membros-fundadores da Academia Brasileira de Filosofia e fundador do Instituto Brasileiro de Filosofia e da Sociedade Interamericana de Filosofia. Em 2002, atuou como supervisor da comissão elaboradora do Código Civil brasileiro. Foi condecorado 31 vezes e participou de 34 instituições

### Estado
A concepção integral do Estado, em complemento à concepção das formas, concebe igualmente o movimento, ao que Plínio Salgado permite-se chamar do "Estado que se renova" e "Estado revolucionário". O integralismo nega uma concepção de "sociedade estagnada", colocando-se assim, na defesa um Estado dinâmico que acompanhe os movimentos sociais. Dentro desse pensamento, apregoa distinguir as finalidades permanentes e imutáveis do Estado e a dependência deste ao organismo social no que concerne à sua atividade prática. Classifica, pois, os "valores imutáveis e valores transitórios", em um Estado "de finalidade prefixada, porém, de plasticidade revolucionária". Ainda mais, invoca para o Estado o direito das revoluções "para destruir todos os fatores que ameaçam situações de desequilíbrio atentatórias da intangibilidade do Homem".
Para Plínio Salgado, a Nação precede o Estado.
Plínio Salgado defende que a autoridade do Estado não é superior nem inferior aos outros valores sociais e nacionais, contendo em si um valor diferente, "um elemento de natureza diversa que entra na composição das harmonias sociais e humanas". Caberia ao Estado Integral manter íntegras cada uma dessas expressões humanas, que incluem a família, a corporação, o município, a economia e a religião, não entrando nos domínios próprios de cada uma delas.

### Sindicalismo e Corporativismo
Segundo a teoria corporativa integralista, os sindicatos devem tornar-se organismos de direito público. Via de regra, devem estabelecer com as organizações de capital convenções coletivas de trabalho. No entanto, os trabalhadores podem, também, se reunir em sindicatos privados, cujos contratos coletivos só terão valor entre seus signatários. Somente os contratos realizados entre sindicatos de direito público, portanto, são leis para toda a categoria.
Para o reconhecimento de um sindicato, todavia, far-se-ia necessário que fossem cumpridas algumas condições: que reúna certa porcentagem definida de elementos da profissão ou categoria; que se proponha à finalidade de tutelar os interesses econômicos, de assistência, da instrução e da educação moral e nacional de seus inscritos; que não tenha ligações de dependência com organizações internacionais ou estrangeiras; e "que os seus dirigentes tenham boa conduta e competência".
As funções de cada sindicato devem ser categorizadas dentro de quatro: função política (pela qual lhe compete a livre indicação de representantes ao Conselho Municipal, aos Conselhos Econômicos Provinciais e à Câmara Corporativa Nacional), econômica (através da estipulação dos contratos coletivos e da participação de seus órgãos superiores na solução dos problemas econômicos nacionais), cultural (pelo dever que lhes é imposto de cuidar da cultura de seus associados, mantendo, entre outros, escolas, bibliotecas e cursos técnicos, além da cooperação na criação de campos de repouso, diversão e de esporte) e moral (de acordo com o princípio de se buscar resolver os conflitos surgidos na produção dentro de um espírito de cooperação e auxílio mútuo).
Acima dos Sindicatos, em escala nacional, seriam organizadas as Corporações, divididas por ciclo e ramo de produção e organizando patrões, empregados e técnicos do mesmo setor. A vida política, num regime integralista, seria coordenada corporativamente, através das eleições dos Sindicatos ao Conselho Municipal, das Federações ao Conselho Provincial e das Corporações à Câmara Corporativa Nacional.

### Municipalismo
O integralismo defende que "os municípios devem ser autônomos em tudo o que respeita a seus interesses peculiares". Plínio Salgado definiu o Município como "pedra angular da doutrina integralista" e disse que "a palavra municipalismo resume a nossa política".

## Economia
O integralismo almeja promover a disseminação da propriedade e, ao mesmo tempo, declarar maiores deveres do proprietário perante o Estado.
A doutrina integralista coloca o Estado Corporativo acima da economia. Segundo as palavras de Sergio Panunzio, que Miguel Reale toma para si, "o Estado está acima da economia, especialmente quando a domina e controla, coordena e harmoniza, mas não faz economia. A coordenação, a composição das economias em um todo unitário é um momento de natureza própria, político-estatal, diverso do momento econômico da produção da riqueza". Para ele, o Estado não deve ser um ente econômico, mas supereconômico. Reale acrescenta, no entanto, que há casos em que o Estado deve exercer funções de produtor, "quando a não intervenção direta poderia acarretar praticamente a anulação da soberania jurídico-política". Por outro lado, Gustavo Barroso afirma que o integralismo não sustenta a primazia da política sobre a economia nem da economia sobre a política, mas a direção de ambos pela moral e pela ciência.
Essa intervenção se dará de maneira corporativa, segundo as Corporações, reunindo produtores, trabalhadores e técnicos. Segundo Félix Contreiras Rodrigues, o fundamento da economia integralista é o estabelecimento do justo-preço dos produtos.
Reale define a economia integralista como o sistema em que "o Estado intervém na economia, promovendo a racionalização da produção onde os valores humanos devem ser respeitados, controlando a circulação das riquezas sem a crença absurda no automatismo dos movimentos sociais; estendendo os círculos do consumo e proporcionando a distribuição". A economia integralista traz como princípio fundamental a colocação do Trabalho no lugar de sujeito da economia.
O integralismo defende vigorosamente a pequena propriedade privada e sua difusão, segundo o sistema distributista.

## Neointegralismo

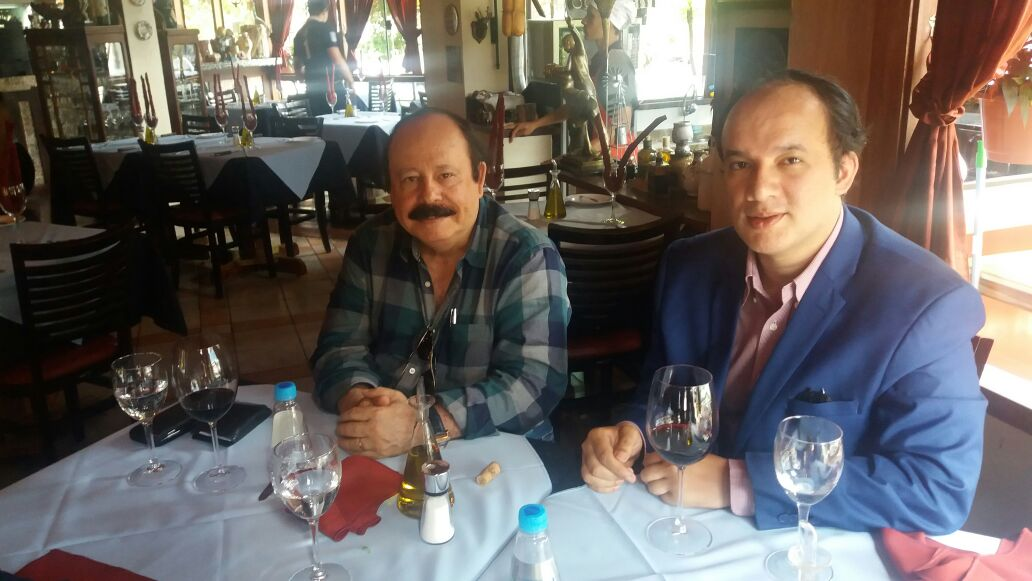
Levy Fidelix com o presidente nacional da Frente Integralista Brasileira, Victor Emanuel Vilela Barbuy

O movimento neointegralista busca reviver ideias do integralismo da década de 30 com uma abordagem mais radical. Seus seguidores creem em concepções de mundo pautadas na hierarquização social, em preconceitos sociais, raciais e sexuais, e nos valores morais do fundamentalismo cristão. Apesar de não possuírem uma organização centralizada, o neointegralismo, utilizando a internet como principal meio de comunicação, conseguiu um grande alcance na sociedade brasileira, sobretudo entre a classe média, através do apelo às crenças religiosas e a promessa da manutenção de sua posição social. Alguns apoiadores, no entanto, encontram-se entre as classes operárias, o que indica que o movimento neointegralista aproveitou-se de um estado de mal-estar social para conseguir apoio popular.
O integralismo é citado como inspiração do grupo de skinheads Carecas do ABC, a gangue usa o lema Deus, pátria e família. A gangue aceita como membros negros e nordestinos no grupo, mas abominam roqueiros cabeludos, estrangeiros e homossexuais.
Em 1999, o empresário Wagner Luiz de Vasconcelos, junto com 11 amigos, funda o Movimento Pela Valorização da Cultura, do Idioma e das Riquezas do Brasil, mais conhecido como MV-Brasil, associado ao integralismo, em 2006, Wagner se candidatou a deputado federal do Rio de Janeiro pelo Prona de Enéas Carneiro, um dos partidos que foi um dos escolhidos pelos integralistas após a redemocratização.
Em 2004, ocorreu em São Paulo o I Congresso Integralista para o Século XXI, de onde surgiram três principais organizações: a Frente Integralista Brasileira (FIB), o Movimento Integralista e Linearista Brasileiro (MIL-B) e a Ação Integralista Revolucionária (AIR). A FIB possuía laços estreitos com o Partido Renovador Trabalhista Brasileiro (PRTB), de Levy Fidelix, e deu forte apoio à campanha presidencial de Jair Bolsonaro durante o segundo turno das eleições brasileiras de 2018. Na mesma eleição, Levy Fidelix usou o slogan integralista "Deus, pátria e família" em sua campanha a deputado federal. Em 2021, lideranças da FIB filiaram-se ao Partido Trabalhista Brasileiro (PTB) de Roberto Jefferson. Anteriormente, diversos integralistas também estavam envolvidos com o Partido de Reedificação da Ordem Nacional (PRONA), de Enéas Carneiro, que se dissolveu em 2006.
A FIB, assim como a AIR, está ligada às ideias de conservação dos ideais integralistas da década de 1930. No entanto, as duas organizações diferenciam-se programaticamente a partir do horizonte partidário: a AIR posiciona-se criticamente à organização partidária do integralismo brasileiro que estabeleceu-se em 1935, considerando que a revolução, e não a partidarização, é a saída para o movimento. O MIL-B, por sua vez, relaciona-se à busca por da atualização doutrinária do integralismo, incorporando, naqueles ideais dos anos 30, o cientificismo, em nome de um "integralismo do século XXI".
Em 2017, surge a Accale (Associação Cívica Cultural Arcy Lopes Estrella). No mesmo ano, o então vereador de Niterói, Carlos Jordy, fez uma moção em homenagem ao jornalista Gumercindo Rocha Dorea, um antigo integralista, na época com 93, Jordy disse que a moção era em homenagem a editora Edições GRD e apesar de não se declarar integralista, afirmou que foi um movimento importante.
Em janeiro de 2019, Ernesto Araújo, o então recém-empossado ministro das Relações Exteriores do Brasil, terminou seu discurso com a expressão "Anauê Jaci", suposta tradução tupi de "Ave Maria". Em novembro do mesmo ano, Jair Bolsonaro anunciou que criaria um partido, o Aliança pelo Brasil, usando os lemas "Deus, pátria e família", no entanto, o projeto não foi concretizado.
A rejeição do liberalismo econômico e a desconfiança da aproximação aos Estados Unidos distanciou os integralistas do bolsonarismo, mantendo-se críticos do governo. Segundo o especialista Odilon Caldeira Neto, “o integralista está para além de lideranças e instituições, de acordo com os seus membros”, e por isso “os integralistas não são bolsonaristas”. Para ele, “o diálogo entre grupos integralistas e o bolsonarismo não é uma adesão, mas sim uma aproximação estratégica”.
No dia 26 de dezembro de 2019, um grupo autodenominado "Comando de Insurgência Popular Nacionalista da Grande Família Integralista Brasileira" assumiu responsabilidade do bombardeamento da sede do grupo de comédia Porta dos Fundos no Rio de Janeiro. Eduardo Fauzi Richard Cerquise, apontado como responsável pelo ataque, assumiu como presidente da Accale em 2018, contudo, a organização afirmou  não ter "nenhuma relação com o ocorrido". Em janeiro de 2022, Fauzi acenou ao MIL-B após ser afastado do FIB e Accale; o MIL-B é considerado o mais radical dos grupos integralistas, sendo mais antissemita e conspiracionista, mas com menos militantes.
No dia 30 de dezembro de 2019, um membro da FIB e ex-candidato dos partidos Patriota e PRONA para o congresso, Paulo Fernando Melo da Costa, foi apontado como assessor para a Ministra de Direitos Humanos, Damares Alves, durante o governo Bolsonaro. Sara Winter, ex-membro do FEMEN Brasil, trabalhou no ministério como coordenadora nacional de políticas à maternidade; enquanto membro do Femen, declarou simpatizar com as ideias de Plínio Salgado, se referindo a ele como um "defensor do país". Também no governo Bolsonaro, Sara integrou o grupo 300 do Brasil, que possuía membros armados e pregava ações antidemocráticas como a volta do Ato Institucional n.º 5.
Nas eleições gerais no Brasil em 2022, o PTB lançou a candidatura de Kelmon Luís da Silva Souza, autodeclarado padre ortodoxo, que chegou a palestrar em um congresso organizado pela FIB; em campanha pelo Senado no Distrito Federal, Damares Alves afirmou ter identificação com o integralismo.
No mesmo ano, o Partido Renovação Democrática (PRD), partido criado pela fusão do PTB com Patriota continuou mantendo membros associados ao integralismo.

### Movimentos relacionados
Após a eleição de Jair Bolsonaro em 2018, que recebeu apoio de movimentos neointegralistas, surgiram diversos movimentos de apoio ao presidente, denominados popularmente de movimento Bolsonarista. Em seu livro A ascensão do bolsonarismo no Brasil do século XXI, Cesar Calejon debate que cinco aspectos foram marcantes na eleição do candidato: o antipetismo, o elitismo histórico, o dogma religioso da sociedade brasileira, o sentimento de antissistema e a disseminação de notícias falsas e discursos de ódio por ferramentas de comunicação online, como WhatsApp e Facebook. Tais aspectos são consistentes com o movimento integralista, pois representam o estado de mal-estar social e o uso de crenças religiosas para convencimento de populações de classe média através da internet. Essas ideologias já vinham crescendo no país desde o início das operações da Lava Jato, mas somente depois do impeachment da ex-presidente Dilma Rousseff é que a figura de Bolsonaro passou a ser utilizada como símbolo do movimento. Apesar disso, a rejeição do liberalismo econômico e a desconfiança da aproximação aos Estados Unidos distanciou os integralistas do bolsonarismo, mantendo-se críticos do governo. Segundo o especialista Odilon Caldeira Neto, “o integralista está para além de lideranças e instituições, de acordo com os seus membros”, e por isso “os integralistas não são bolsonaristas”. Para ele, “o diálogo entre grupos integralistas e o bolsonarismo não é uma adesão, mas sim uma aproximação estratégica”.
O movimento neointegralista brasileiro possui diversas similaridades com o movimento alt-right, nos EUA, com o movimento identitário e com movimentos neonazistas e nacionalistas, e posiciona-se como contrário a ideologias e políticas de esquerda.

### Política contemporânea
Em O fascismo em Camisas Verdes, seus autores admitem que há alguns traços em comum entre o governo Bolsonaro e o fascismo histórico: "o conservadorismo", "o anticomunismo", "o uso das teorias de conspirações" e "a visão de mundo baseada na diferenciação entre amigos e inimigos". Em 2022, Bolsonaro, em um discurso na Assembleia Geral da ONU, fez uso do lema "Deus, pátria, família e liberdade" usado por integralistas.
Nunca tendo desaparecido por completo, o integralismo se fragmentou em diversas correntes internas, em constante tensão entre si. Mesmo enfraquecido, se enraizou no sistema político brasileiro, dialogando com a ditadura militar e com o bolsonarismo. Em 2019, por exemplo, uma das facções contemporâneas do integralismo lançou um coquetel molotov na produtora Porta dos Fundos, em represália a um especial de Natal.
Padre Kelmon, que foi candidato à presidência pelas eleições de 2022, esteve presente no 4.º Congresso Nacional do Integralismo, realizado em São Paulo em 2012.